# Adrienne Juncker
Adrienne Juncker (Niderviller, 17 oktober 1923 – Stadtbredimus, 1989) was een Luxemburgs textielkunstenaar.

## Leven en werk
Juncker werd opgeleid aan de École des Arts et Métiers in Luxemburg-Stad. Ze maakte wandtapijten en wanddecoraties van textiel. 
Ze nam deel aan kunstnijverheidstentoonstellingen in binnen- en buitenland en toonde haar werk onder andere in Tunis (1970-1971), Aarlen (1972) en Canada (1975) en met Frantz Kinnen en Colette Probst-Wurth en Andrée Wirion tijdens de tentoonstelling Les Métiers de création du Benelux in het Museum voor Kunstambachten in het Sterckshof in België (1975). Juncker was lid van de kunstenaarsvereniging Cercle Artistique de Luxembourg, waar ze vanaf 1985 deelnam aan de jaarlijkse salons. In 1964 won ze de Prix Benelux op de Artisanat de création et architecture in Brussel.

## Onderscheidingen
- 1964 Prix Benelux

- Musée national d'archéologie, d'histoire et d'art: lkl004279